# Neopomphale aleurothrixi
Neopomphale aleurothrixi är en stekelart som först beskrevs av Dozier 1932.  Neopomphale aleurothrixi ingår i släktet Neopomphale och familjen finglanssteklar. Inga underarter finns listade i Catalogue of Life.